# Phytosciara nepalensis
Phytosciara nepalensis är en tvåvingeart som beskrevs av Werner Mohrig och Menzel 1994. Phytosciara nepalensis ingår i släktet Phytosciara och familjen sorgmyggor.
Artens utbredningsområde är Nepal. Inga underarter finns listade i Catalogue of Life.